# Dê Đảo San Clemente
Dê Đảo San Clemente là một loài dê nhà có nguồn gốc từ một giống dê hoang dã bị cô lập trên đảo San Clemente, một trong đảo thuộc quần đảo Channel của California.

## Lịch sử
Những con dê hoang lâu đời của quần đảo Channel, bao gồm dê Đảo San Clemente và dê Đảo Santa Catalina, được cho là hậu duệ của giống dê được mang đến các hòn đảo bởi những người truyền giáo và người định cư Tây Ban Nha; các giống như Dê La Blanca Celtiboras, Dê La Castellana Extremena, và sau đó là những giống dê lấy sữa và thịt phổ biến hơn của Tây Ban Nha như Dê Malaguenas và Dê Murcianas. Dê lần đầu tiên đến San Clemente từ Đảo Santa Catalina, năm 1875, và ở đó chúng vẫn còn trong tình trạng hoang dã cho đến khi Hải quân Hoa Kỳ, dưới sự chỉ thị để bảo tồn hệ thực vật và động vật đang bị đe dọa của hòn đảo bị đe doạ bởi việc chăn thả các loài không có đặc hữu, đã tìm cách diệt trừ chúng. Sau khi bẫy và săn bắt ban đầu không loại trừ được dê, Hải quân đã bắt đầu một chương trình sử dụng súng để tiêu diệt chúng. Điều này đã bị ngăn chặn bởi tòa án của Quỹ Động vật, tổ chức khẳng định rằng dê không làm hại bất kỳ loài nguy cấp nào và nghĩ rằng Hải quân đã sử dụng tuyên bố này như một cái cớ. Điều này là không chính xác, vì các loài thực vật bị đe dọa và đang bị đe dọa đã được liên bang liệt kê và bảo vệ bởi các loài động vật đang bị đe dọa.
Dê được đưa nhận nuôi trên đất liền bởi gia đình Clapp và bởi Quỹ Động vật. Hải quân Mỹ đã được trao quyền tiêu diệt những con dê còn lại, và con dê cuối cùng trên Đảo San Clemente đã bị giết vào tháng 4 năm 1991.